# ویوادو
ویوادو دیزاین سوئیت یک مجموعه نرم‌افزاری برای سنتز و تجزیه و تحلیل طراحی‌های زبان توصیف سخت‌افزار (HDL) است که جایگزین زایلینکس آی اس ای با ویژگی‌های اضافی برای سیستم بر روی یک تراشه و سنتز سطح بالا می‌شود. ویوادو بازنویسی اولیه و تفکر مجدد کل جریان طراحی (در مقایسه با آی اس ای) را نشان می‌دهد.
مانند نسخه‌های بعدی زایلینکس آی اس ای، ویوادو دارای شبیه‌ساز منطقی داخلی است. ویوادو همچنین سنتز سطح بالا را با یک زنجیره ابزار که کد سی را به منطق قابل برنامه‌ریزی تبدیل می‌کند، معرفی می‌کند.
جایگزینی آی اس ای ۱۵ ساله با ویوادو دیزاین سوئیت ۱۰۰۰سال انسان طول کشید و ۲۰۰ میلیون دلار هزینه داشت.

## امکانات
ویوادو در آوریل ۲۰۱۲ معرفی شد، و یک محیط توسعه یکپارچه (IDE) با ابزارهای سطح سیستم به آی سی است که بر روی یک مدل داده مقیاس پذیر مشترک و یک محیط اشکال زدایی رایج ساخته شده است. ویوادو شامل ابزارهای طراحی سطح سیستم الکترونیکی (ای اس ال) برای سنتز و تأیید آی پی الگوریتمی مبتنی بر سی است. بسته‌بندی مبتنی بر استانداردهای ای پی الگوریتمی و آر تی ال برای استفاده مجدد. دوخت آی پی مبتنی بر استاندارد و یکپارچه سازی سیستم‌های همه انواع بلوک‌های ساختمانی سیستم. و تأیید بلوک‌ها و سیستم‌ها. نسخه رایگان وبپک ادیتیشن ویوادو نسخه محدودی از محیط طراحی را در اختیار طراحان قرار می‌دهد.

## اجزاء
کامپایلر ویوادو سنتز سطح بالا برنامه‌های C , C++ و SystemC را قادر می‌سازد تا مستقیماً در دستگاه‌های زایلینکس بدون نیاز به ایجاد دستی آر ای لل مورد هدف قرار گیرند. ویوادو اچ ال اس به‌طور گسترده‌ای برای افزایش بهره‌وری توسعه دهندگان مورد بررسی قرار گرفته است و تأیید شده است که از کلاس‌ها، قالب‌ها، توابع و بارگذاری بیش از حد اپراتور C++ پشتیبانی می‌کند. ویوادو ۲۰۱۴٫۱ پشتیبانی از تبدیل خودکار هسته‌های اوپن‌سی‌ال به آی پی را برای دستگاه‌های زایلینکس معرفی کرد. هسته‌های اوپن‌سی‌ال برنامه‌هایی هستند که در پلتفرم‌های مختلف سی پی یو، جی پی یو و اف پی جی ای اجرا می‌شوند.
شبیه‌ساز ویوادو جزء مجموعه طراحی ویوادو است. این یک شبیه‌ساز به زبان کامپایل شده است که از اسکریپت‌های ترکیبی، تی‌سی‌ال، ای پی رمزگذاری شده و تأیید پیشرفته پشتیبانی می‌کند.
یکپارچه کننده آی پی ویوادو به مهندسان اجازه می‌دهد تا به سرعت آی پی را از کتابخانه بزرگ آی پی زایلینکس ادغام و پیکربندی کنند. یکپارچه ساز همچنین برای طراحی‌های مث‌ورکس سیمیولینک که با سیستم ژنراتور زایلینکس وسنتز سطح ویوادو ساخته شده‌اند تنظیم شده است.
فروشگاه ویوادو تی سی الیک سیستم برنامه‌نویسی برای توسعه افزونه‌های ویوادو است و می‌توان از آن برای افزودن و اصلاح قابلیت‌های ویوادو استفاده کرد. تی سی ال زبان اسکریپت نویسی است که خود ویوادو بر آن بنا شده است. تمام عملکردهای اساسی ویوادو را می‌توان از طریق اسکریپت‌های تی سی ال فراخوانی و کنترل کرد.

## پشتیبانی دستگاه
ویوادو از سری ۷ زایلینکس و همه دستگاه‌های جدیدتر (سری الترااسکیل و الترااسکیل+) پشتیبانی می‌کند. برای توسعه ای که دستگاه‌های قدیمی زایلینکس و سی پی ال دی‌ها را هدف قرار می‌دهد، زایلینکس آی اس ای که قبلاً متوقف شده است باید استفاده شود.